# 산티아고 가르시아
산티아고 가르시아(스페인어: Santiago García, 1988년 7월 8일 ~ )는 아르헨티나의 축구 선수이다. 현재 소속팀은 우니온 라칼레라이며, 주로 왼쪽 풀백 포지션에서 활약한다. 이탈리아 국적도 가지고 있다. 그의 쌍둥이 형인 마누엘 가르시아역시 축구선수이며, 로사리오 센트랄에서 골키퍼로 활약 중이다.

## 클럽 경력
가르시아는 그의 고향 클럽인 로사리오 센트랄에서 선수 생활을 시작했다. 그의 프로 데뷔 경기는 2008년 열린 김나지아 라 플라타와의 경기였다.

이후 2010년 7월 12일 이탈리아 세리에A의 US 팔레르모로 이적해서 활약했으며 9월 30일 FC 로잔 스포르와의 유로파 리그 경기에서 유럽 클럽간 대항전 데뷔 경기를 치렀다. 
 그러나 리그에서는 이렇다 할 활약을 보이지 못했고 2011-12 시즌에는 새로이 세리에 A로 승격한 노바라 칼초로 임대 이적했으며, 2012년 5월 13일 AC 밀란과의 경기에서 세리에 A 데뷔골을 넣었다.
 2012-13 시즌에는 원 소속팀인 팔레르모로 복귀해서 풀타임 활약 했으나 팀은 세리에 B로 강등 되고 말았으며, 2013년 9월 1일 베르더 브레멘으로 영구 이적 옵션을 가진 임대 이적했다.

2013년 9월 21일 HSV와의 북독 더비경기에서 분데스리가데뷔 경기를 치렀으며 2013년 11월 3일 하노버 96과의 경기에서 분데스리가 데뷔 골을 터뜨렸다. 2013-14 시즌의 막바지에 영구 이적 옵션이 발효 되었고, 2017년 6월 30일까지 계약을 맺었다.

### 기록
| 클럽경력        | 클럽경력        | 클럽경력                     | 리그            | 리그            | 컵              | 컵              | 대륙대회 | 대륙대회 | 합계 | 합계 |
| 시즌            | 클럽            | 리그                         | 출장            | 골              | 출장            | 골              | 출장     | 골       | 출장 | 골   |
| 아르헨티나      | 아르헨티나      | 아르헨티나                   | 아르헨티나 리그 | 아르헨티나 리그 | 코파 아르헨티나 | 코파 아르헨티나 | 남미     | 남미     | 합계 | 합계 |
| --------------- | --------------- | ---------------------------- | --------------- | --------------- | --------------- | --------------- | -------- | -------- | ---- | ---- |
| 2008–09         | 로사리오 센트랄 | 아르헨티나 프리메라 디비시온 | 1               | 0               | 0               | 0               | 0        | 0        | 1    | 0    |
| 2009–10         | 로사리오 센트랄 | 아르헨티나 프리메라 디비시온 | 15              | 0               | 0               | 0               | 0        | 0        | 15   | 0    |
| 아르헨티나 합계 | 아르헨티나 합계 | 아르헨티나 합계              | 16              | 0               | 0               | 0               | 0        | 0        | 16   | 0    |
| 이탈리아        | 이탈리아        | 이탈리아                     | 세리에 A        | 세리에 A        | 코파 이탈리아   | 코파 이탈리아   | 유럽     | 유럽     | 합계 | 합계 |
| 2010–11         | US 팔레르모     | 세리에 A                     | 3               | 0               | 1               | 0               | 3        | 0        | 7    | 0    |
| 2011–12         | 노바라 칼초     | 세리에 A                     | 21              | 1               | 2               | 0               | 0        | 0        | 23   | 1    |
| 2012–13         | US 팔레르모     | 세리에 A                     | 32              | 1               | 2               | 0               | 0        | 0        | 34   | 1    |
| 이탈리아 합계   | 이탈리아 합계   | 이탈리아 합계                | 56              | 2               | 5               | 0               | 3        | 0        | 64   | 2    |
| 독일            | 독일            | 독일                         | 분데스리가      | 분데스리가      | DFB-포칼        | DFB-포칼        | 유럽     | 유럽     | 합계 | 합계 |
| 2013–14         | 베르더 브레멘   | 분데스리가                   | 22              | 3               | 0               | 0               | 0        | 0        | 22   | 3    |
| 2014–15         | 베르더 브레멘   | 분데스리가                   | 24              | 0               | 3               | 0               | 0        | 0        | 27   | 0    |
| 2015–16         | 베르더 브레멘   | 분데스리가                   | 29              | 0               | 2               | 1               | 0        | 0        | 31   | 1    |
| 2016–17         | 베르더 브레멘   | 분데스리가                   | 0               | 0               | 0               | 0               | 0        | 0        | 0    | 0    |
| 독일 합계       | 독일 합계       | 독일 합계                    | 75              | 3               | 5               | 1               | 0        | 0        | 80   | 4    |